# 知的創造サイクル
知的創造サイクル（ちてきそうぞうサイクル）とは特許制度において、発明が行われたならばその発明やそれに対する報酬はどのような順序をたどり、そして次の発明に繋がるかということ。
現在の日本の特許制度では、新たな発明を生み出した者に対してはそれを発明家の知的財産として認め権利を与えることとなっている。そしてその発明を他の者が使用するならば発明家に相応の金銭を支払うことと引き換えに、使用する許可を得ることとなる。この場合に発明家が得られる金銭というのが発明を生み出すために必要となった費用の回収と見ることもできる。このようにして発明の成果から発明家の元に多額の金銭が集まってきたならば、その金銭を元として新たな開発や研究を行うこととなり、そこからさらなる発明が生み出されることとなるわけである。